# Fresnoite
La fresnoite è un minerale.